# Georgi Božilov
Georgi Penkov Božilov (in bulgaro Георги Пенков Божилов?; Sofia, 11 febbraio 1987) è un calciatore bulgaro, attaccante dello Slivniški Geroj.

## Palmarès

### Club

#### Competizioni nazionali
- Coppa di Bulgaria: 1

Černo More Varna: 2014-2015